# Le Meurtre de David Rizzio
Le Meurtre de David Rizzio est un tableau peint par William Allan vers 1833. Il représente le meurtre de David Rizzio, sous le règne de Marie Stuart.
Il est conservé à la National Gallery of Scotland à Édimbourg. En 2014, il est prêté au Musée des beaux-arts de Lyon dans le cadre de l'exposition L'invention du Passé. Histoires de cœur et d'épée 1802-1850.
Il existe au moins 3 versions de ce tableau, deux versions sont conservés à la National Gallery of Scotland à Édimbourg et une troisième version à la Guildhall Art Gallery.